# After Dark (Ray Parker Jr.)
After Dark è il quarto album solista del musicista statunitense Ray Parker Jr., ed è il suo primo ed ultimo lavoro pubblicato, nel 1987, dalla Geffen Records.

## Il disco
Ray Parker Jr., scaduto il contratto che lo legava alla Arista Records da otto anni, passa in casa Geffen, proponendo un album che gli permette, per la prima volta, di avvicinarsi ad un genere di adult soul molto in voga, durante la fine degli anni '80, antecedente la definitiva commercializzazione del Rap e il conseguente allontanamento, di molti artisti R&B, dai noti canoni old school. Parker, in questo caso, si avvale di due mostri sacri dell'easy listening degli anni '60, nonché stretti collaboratori dell'etichetta, ossia Burt Bacharach e Carole Bayer Sager, che si propongono per la realizzazione dei brani Over You (numero 65 UK SC), quest'ultimo eseguito in duetto con la celebre cantante soul Natalie Cole, e Perfect Lovers, che vede come special guest il bassista Nathan East. Seppur il disco si presenti egregiamente, sotto molti aspetti, anche stavolta il pubblico non risponde all'appello, portando After Dark all'86º posto della hit parade generale statunitense. Il singolo di punta I Don't Think That Man Should Sleep Alone, invece, riceve consensi sia negli States (numero 5 US R&B) che in Gran Bretagna (numero 13 UK SC).
Ray Parker Jr. tornerà con un nuovo album dopo quattro anni di assenza.

## Tracce
Testi e musiche di Ray Parker Jr., eccetto dove indicato

### Lato A
1. I Don't Think That Man Should Sleep Alone - 4:15
2. Over You - 4:40 -  Duetto con Natalie Cole (Burt Bacharach, Carole Bayer Sager, Ray Parker Jr.)
3. Lovin' You - 4:10
4. You Shoulda Kept a Spare - 4:48
5. The Past - 3:30

### Lato B
1. You Make My Nature Dance - 4:31
2. Perfect Lovers - 4:52 -  (Burt Bacharach, Carole Bayer Sager, Nathan East)
3. After Midnite - 4:03 -
4. I Love Your Daughter - 3:45
5. After Dark - 4:28

## Musicisti
- Ray Parker Jr.
- Cornelius Mims - basso e voce
- J. Wayne Lindsey - tastiere
- Nathan East - basso
- Bobbie Buchanan - tastiere
- Jeff Porcaro - batteria
- Kevin Toney - piano
- Paul Jackson, Jr. - chitarra
- Gerald Albright - sassofono  (You Shoulda Kept a Spare)
- Eric Daniels - tastiere
- Sylvester Rivers - tastiere
- Ollie E. Brown - batteria
- Greg Phillinganes - tastiere e voce
- Larry Williams - sintetizzatore
- Dave Boroff - sassofono  (Over You)
- Burt Bacharach - tastiere
- Carlos Vega - batteria
- Neil Stubenhaus - basso
- Kamaya Koepke - voce
- Karyn White - voce
- Arnell Carmichael - voce
- Keith Harrison - voce
- Candice Ghant - voce
- Kashif - voce
- Julia Waters - voce
- Maxine Waters - voce
- Yogi - voce
- Monty Seward - voce
- Lynne Fiddmont - voce
- Philip Bailey - voce
- Anita Sherman - voce